# حديث الشيطان
حديث الشيطان  كتاب للمؤلف الإيطالي ريكاردو أوريزيو صدرت ترجمته العربية عام 2003 عن دار بترا للطباعة والنشر والتوزيع في 256 صفحة. يحاول الكاتب أن يشرح ما يشعر به الديكتاتور بعد أن يطاح به. هل يندم على ما فعله؟ وهل يعترف في قرارة نفسه أنه ارتكب جرائم؟ هل يترجى الشفقة أم الغفران؟ كيف يتقبل أن يقرر مصيره أناس كان يعتبرهم دون مرتبة البشر؟ وإن عوقب قبل أن يتمكن من الهرب، كيف يتقبل عقوبته؟ هل ينفض الناس عنه ويصبح معزولا بدون مناصرين؟ أم يبقى له من يواسيه ويؤيده؟ يحاول الكتاب هذا مقاربة الإجابة على هذه التساؤلات وغيرها خلال ما قاله سبعة طغاة حكموا بلدانهم سنوات طويلة بكل قسوة ووحشية.

## محتوى الكتاب
- مقدمة
- عيدي أمين
- بوكاسا
- ياروزلسكي
- أنور خوجا
- دوفالييه
- منغيستو
- ميلوزوفيتش 

## ملخص الكتاب
(1) عيدي أمين – أوغندا
عيدي أمين دادا حكم أوغندا بين 1971 و 1979، وكانت فترة تميزت بالوحشية المفرطة. منح نفسه عدة ألقاب (الفيلد مارشال - الحاج الدكتور - بيغ دادي - قاهر الإمبراطورية البريطانية)، ودفع بلاده للإفلاس الاقتصادي. يقدر عدد الذين أمر بإعدامهم بما يقرب من 300 ألفاً من مواطنين أوغندا. كان غريب الأطوار وشديد الاعتداد بمظهره، وأنجب 50 طفلاً، ويقال إنه كان من أكلة لحوم البشر. أطاحت به «الجبهة الشعبية لتحرير أوغندا» في أبريل 1979، نجح في الفرار إلى ليبيا، حيث كان يعتبر القذافي شقيقه بالدم، لكن القذافي تخلى عنه فتوجه إلى العراق، ومنها إلى السعودية، حيث استقر بمدينة جدة إلى أن توفي بسكتة قلبية عام 2003، وكان يبلغ من العمر 80 سنة تقريباً، ورفضت الحكومة الأوغندية استقبال جثمانه، فدفن في منفاه 
(2) بوكاسا – جمهورية أفريقيا الوسطى
بدأ الحكم عام 1966، ونصّب نفسه عام 1976 إمبراطوراً، وأطلق على نفسه اسم بوكاسا الأول، وكان يدّعي أن قدره أن يصبح نابليون إفريقيا. تمت الإطاحة به في سبتمبر 1979، ولجأ إلى فرنسا.
أقام حفل أسطوري في ديسمبر 1976 لتنصيب نفسه إمبراطوراً على بلاده، ودعا إليه شخصيات من مختلف أنحاء العالم، وكلفه 22 مليون دولار حصل عليها من فرنسا لهذه المناسبة، اكتشف المدعوون بعد نهاية الحفل أن شطائر اللحم الشهية التي تناولها الحضور هي لحوم معتقلين سياسيين أمر بقتلهم وطهي لحمهم ليكون وجبة العشاء الرئيسية لضيوفه. في فبراير 1978 فرض على التلاميذ في بلاده ارتداء زي مدرسي موحد باهظ الثمن قام بتصميمه بنفسه وتنتجه مصانعه وحدها، ولأن معظم السكان فقراء خرج أكثر من 3000 تلميذاً للتظاهر في الشوارع احتجاجاً على هذا، فجن جنونه، وأمر حرسه الإمبراطوري بالتعامل معهم، فقتل منهم 150 تلميذاً، واعتقل الباقي، واودعوا السجن، وأمر بتعذيبهم وقطع آذانهم، ثم أقام لهم محاكمة صورية في ساحة السجن ترأسها شخصياً، وأصدر حكماً بإعدامهم جميعاً، ونفذ الحكم فعلاً. وبعد شهر قام بزيارة إلى ليبيا، وأثناء هبوط طائرته في مطار طرابلس، أخبره معاونوه أنه أصبح خارج السلطة بعد أن أطاحت به المخابرات الفرنسية في ما يعرف باسم «عملية باراكودا». عثر في قصره على بقايا جثث 37 من التلاميذ الذين أمر بإعدامهم، بعد أن قدمهم طعاماً لتماسيحه الأربعة الذين كانوا يثيرون الرعب في البلاد، وأيضاً على بقايا جثث وأطراف في مطبخ القصر. كان له 17 زوجة وأكثر من 50 من الأولاد لا يعرفون بعضهم.
فروكاسا إلى فرنسا وصودرت جميع ممتلكاته، وصدر ضده حكم غيابي بالإعدام في نوفمبر 1980، وسلم إلى بلاده في العام 1986، حيث أعيدت محاكمته، وصدر ضده حكم ثان بالإعدام، تم تخفيفه إلى 10 سنوات. أطلق سراحه في سبتمبر 1993 بعد عفو عام شمل جميع السجناء بمناسبة عودة الديمقراطية إلى جمهورية إفريقيا الوسطى. توفي بنوبة قلبية في نوفمبر 1996.
(3) ياروزلسكي – جمهورية بولونيا
حكم بولندا بالحديد والنار منذ عام 1981 حتى أطيح به عام 1990، بعد إجباره على الاستقالة، وتقديمه للمحاكمة بجرائم ضد شعبه، وبرأته المحكمة ولكن شعبه لم يغفر له جرائمه خلال فترة حكمه. يعيش ياروزلسكي اليوم حياة متواضعة مع زوجته في منزل ريفي في وارسو. وكان آخر ما قاله للكاتب في لقائهما الأخير ليلة عيد الميلاد للعام 2001: «يمكن أن تكون الحياة مفارقة. أرادني الجميع أن ألقي بنفسي من حافة الوادي، أن أقوم باللفتة النبيلة، أن أكون مسرحياً، بيد أني لم أكن ممثلاً قط. كنت أعيش في العالم الحقيقي. أنا مضطر للذهاب الآن، فزوجتي تنتظرني. اقض عاما جديداً سعيداً، وكن عادلاً معي، اسأل نفسك ماذا كنت لتفعل لو كنت في حذائي، لا، بل في جزمتي العسكرية.»
(4) أنور خوجا – جمهورية ألبانيا
حكم منذ عام 1946 حتى وفاته في 1985. اشتهر أنور خوجا بعدائه الشديد للأديان وأصدر عام 1967 مرسوم «إلغاء الدين» الذي سحبت بموجبه الحكومة الألبانية اعترافها بالأديان. يشكل المسلمون 70 % من سكان ألبانيا، وتم هدم كل المساجد والكنائس، وأرسل رجال الدين إلى «معسكرات العمل» للمساهمة في بناء البلاد، وهكذا أصبحت ألبانيا أول دولة إلحادية في العالم. أصيب خوجا بمرض السكر في السنوات الأخيرة من حكمه ومات وله تاريخاً طويلاً من الاستبداد والجريمة يمتد لأكثر من أربعين عاماً. أعلنت الشرطة، في 2010، العثور على مقبرة جماعية تضم رفات 19 من معارضيه داخل قاعدة عسكرية قرب العاصمة تيرانا. أجرى الكاتب استجواباً بسجن تيرانا المركزي مع زوجته نجمية خوجا التي شاركته السلطة من وراء ستار، وظلت محتفظة بنفوذها بعد وفاة زوجها إلى أن تم اعتقالها مع عدد من أركان النظام، وحكم عليها بالسجن 11 عاماً بتهمة اختلاس أموال عامة واستغلال السلطة.
(5) جان كلود دوفالييه – هايتي
حكم هايتي عام 1971وعمره لا يتجاوز 19عاماً خلفاً لوالده فرانسوا دوفالييه، صاحب السجل المروع في انتهاك حقوق الإنسان منذ وصوله إلى السلطة عام 1957. ارتكبت في عهد جان أسوأ جرائم ضد الإنسانية مثل احتجاز المئات من السجناء السياسيين داخل شبكة من السجون السرية ممتدة في كل أنحاء البلاد أطلق عليها «مثلث الموت»، حيث يتعرضون للتصفية الجسدية، كما اعتقل عام 1980 المئات من الصحفيين وعذبوا بطريقة وحشية. قدرت وزارة التجارة الأمريكية أن 63% من الدخل القومي لهايتي في الثمانينيات سحب بطريقة غير شرعية عن طريق أشخاص مرتبطين بنظامه. أطيح به في فبراير 1986 بعد احتجاجات شعبية وفر إلى فرنسا، حيث عاش مهاجراً سرياً مفلساً إلى أن عاد إلى بلاده: في يناير 2011، حيث اعتقل ووجهت له تهم بارتكاب جرائم متعلقة بحقوق الإنسان 
(6) منغيستو – جمهورية إثيوبيا
صعد إلى السلطة عام 1977 بعد انقلاب عسكري نفذه مع مجموعة من الضباط في 1974، ودشن حكمه بحملة دموية لا نظير لها ضد الجماعات اليسارية المعارضة الذين سماهم «أعداء الثورة»، وتعرف هذه الفترة في تاريخ إثيوبيا المعاصر بحقبة «الرعب الأحمر» (1977 ــ 1978)، بسبب فظاعة الجرائم التي ارتكبت على نطاق واسع، خاصة في حق الطلاب دون تمييز، حيث كانت جثث هؤلاء وهي ممزقة بالرصاص وملقاة في الطرق مشهداً مألوفاً في شوارع المدن الكبرى وقدرت منظمة العفو الدولية عدد الذين قتلوا خلال هذه الحملة بنصف مليون شخص. تحولت إثيوبيا إلى الشيوعية عام 1984، وأصبح أكبر عميل للإتحاد السوفيتي في إفريقيا يتلقى منها المساعدات الهائلة، ما ساعده على الاستمرار في الحكم على الرغم من كل الانتهاكات الخطيرة التي كان يقوم بها نظامه. أطيح به عام 1991، ونجح في الفرار إلى زيمبابوي، حيث يعيش اليوم بعيداً عن الأنظار في بيت فاخر بأحد الأحياء الراقية في العاصمة. حوكم غيابياً في أديس أبابا عام 1994 بتهم ارتكاب جرائم إبادة وجرائم ضد الإنسانية، وصدر ضده حكم غيابي بالإعدام في مايو 2008.
(7) ميلوسوفيتش – صربيا
حكم صربيا منذ 1989، وارتكب جرائم ضد الإنسانية في البوسنة والهرسك وكوسوفا حسب منظمات حقوق الإنسان في كل أنحاء العالم. أطاحت به ثورة البلدوزر الشعبية التي قادتها حركة المقاومة المدنية «اتوبور» عام 2000، ومثل أمام المحكمة الدولية لجرائم الحرب في لاهاي وعثر عليه ميتاً في زنزانته في مارس 2006 قبل أن يصدر حكم بإدانته.

## نقد وتعليقات
كتب أحمد مطر على موقع «الجريدة» في 28 ديسمبر 2007: «النقطة المهمة الأخرى التي استخلصها اوريزيو في أثناء عمله على مشروعه، تتعلّق بإحدى النتائج المريعة التي يخلّفها الطغيان بعد زواله، والتي يحدّدها بقوله: أحيانا يكون عزاء هؤلاء الطغاة معرفتهم بأن البلدان التي أرغموا على الهروب منها، قد أمست أسوأ ممّا كانت عليه عندما كانوا في الحكم. وتلك النتيجة المؤسفة» التي نراها تتكرّر أمامنا «هي وحدها كبرى جرائم الدكتاتورية، وهي وحدها كافية لأن تفرض على العدالة واجب أن يكون أدنى قراراتها: قتل الطاغية آلاف المرّات.»[بحاجة لمصدر]
كتب عزت القمحاوي على موقع «الأيك» في 8 نوفمبر 2015: «تتبع الكاتب السبعة الكبار في مجال الجرائم ضد الإنسانية، متنقلاً بين منافيهم البائسة، بعضهم كان قد خلد إلى النسيان والبعض واصل ممارسة حصته في القتل ببلاده سرًا من موقعه الجديد بدعم من مضيفيه الكرماء. بعضهم حصل الصحافي منه على كلمات عابرة وتافهة والبعض تحدث إليه مطولاً، والبعض لم ينل منه سوى ظله أو رائحة تركها بالأمس في مقهى لم يعد إليه ثانية عندما علم بوجود الصحافي الصياد. الممتع في الكتاب هو الطريق إلى الديكتاتور وليس ما يقوله الديكتاتور نفسه.رحلة البحث المضنية عن العنوان، وعندما يصل الكاتب، لا نرى أية علاقة بين رئيس سفاح كانت كلمته قدرًا، وبين الشخص التافه المنسي الذي انتهى إليه، حتى أن المحاور لا يستطيع أن يخرج منه بوجهة نظر متماسكة حول أي شيء الحياة.»
كتب أحمد عمر على موقع «ألف» في 23 أكتوبر 2007: «سعى الصحفي الإيطالي ريكاردو اوريزيو سعيا ماراثونيا وراء أحاديث مع سبعة طغاة» متقاعدين«، يجمعهم عزاء الافتقاد للثروة والحصانة، وكان يحدوه سؤال: ماذا يدور في خلد طاغية ملك كل شيء ثم خسره؟ وكيف يهرم رجل بلا أخلاق؟ ما هي نجواه مع نفسه؟ بدأت الفكرة بقصاصتين صحافيتين تقول إحداها: طاغية أوغندا يتسوق في جناح الأطعمة المثلجة. والثانية تقول: إمبراطور إثيوبيا يعود إلى وطنه معلنا أنه قديس.»
كتب سمير الحمادي على موقع الحوار المتمدن في 15 أغسطس 2014: «أمضى الكاتب سنوات طويلة وهو يتابع أخبارهم عن قرب، ويتلصص على حياتهم خارج أسوار القصور الفخمة، وتمكن من الوصول إلى بعضهم وإجراء استجوابات مثيرة معهم، ما جعل هذا الكتاب فريداً في موضوعه، ويستحق الشهرة الواسعة التي حققها عند صدوره في إيطاليا في العام 2002، وبعد ترجمته إلى الإنجليزية في العام 2003، ثم إلى لغات أخرى منها العربية»، يواصل الكاتب قائلاً: «عمل في منتهى التفرد، ينقلنا إلى حكايات من عالم آخر، ويتيح لنا فرصة نادرة للتعرف على أسلوب تفكير نماذج من الطغاة عديمي الرحمة، دفعوا بلدانهم إلى حافة الهاوية، وغيروا مسار حياة شعوبهم.»

## وصلات خارجية
https://books-library.com/read/316119637 حديث الشيطان 
https://www.goodreads.com/book/show/17372009-- حديث الشيطان 
https://www.goodreads.com/ar/book/show/371454.Talk_of_the_Devil حديث الشيطان